# Thanchi
Thanchi è un sottodistretto (upazila) del Bangladesh situato nel distretto di Bandarban, divisione di Chittagong. Si estende su una superficie di 1,020 km² e conta una popolazione di 23.591  abitanti (censimento 2011).